# Останній розділ (трилогія)
«Оста́нній ро́зділ» (англ. End of the Chapter) — трилогія англійського письменника Джона Голсуорсі, написана у 1931—1933 роках. Включає романи «Дівчина чекає» (англ. Maid In Waiting), «Квітуча пустеля» (англ. Flowering Wilderness), «Через річку» («Ще одна річка») (англ. Over the River (One more River)). Є продовженням двох сюжетно зв'язаних трилогій — «Саги про Форсайтів» і «Сучасної комедії», а також останнім твором у бібліографії письменника. В «Останньому розділі» письменник розповідає про сімейні перипетії дворянської родини Черрелів, далеких родичів Форсайтів.

## Історія
У 1906—1921 роках Джон Голсуорсі створив трилогію «Сага про Форсайтів», в якій описав типову буржуазну родину вікторіанської епохи. Твір відразу привернув увагу аудиторії і критики і був визнаний найкращою роботою письменника. Це спонукало йогостворити у 1924—1928 роках продовження — трилогію «Сучасна комедія», в якій він описав долі вже молодшого покоління Форсайтів. Ці романи також мали успіх, тому письменник задумав нову низку творів. Однак для того, щоб уникнути одноманітності й ідейних повторень, він зробив героями нової трилогії вже не Форсайтів (вони там згадуються лише як епізодичні персонажі), а їхніх далеких родичів — дворян Черрелів. У листі до французького письменника Андре Шеврійона Голсуорсі зазначав: 
|  | «Я почав писати про іншу родину, Чаруеллів (вимовляється Черрели), що являють собою старіший тип родини, з більшим відчуттям традицій і обов'язків, ніж у Форсайтів. Я вже завершив один роман і сподіваюсь, якщо пощастить, написати про них трилогію. Це „нашарування“ людей, що служать, якому приділяють недостатньо уваги і яке все ще існує в Англії». |

Перший твір циклу, роман «Дівчина чекає», побачив світ у 1931 році. Публічне авторське читання другого роману — «Квітуча пустеля» — відбулося у листопаді 1932 року, напередодні вручення Голсуорсі Нобелівської премії за «Сагу про Форсайтів». Що ж стосується третього роману «Через річку» («Ще одна річка»), то він був надрукований вже після смерті письменника у 1933 році.

## Сюжет

### Дівчина чекає
Родина Черрелів — далекі родичі Форсайтів, зв'язані з ними через родину Монтів (як відомо з попередніх трилогій, Флер Форсайт одружена з Майклом Монтом, небожем Черрелів по матері). У кількох гілках цієї родини назрівають неприємності. Син генерала сера Конвея Черрела Г'юберт побував в експедиції американського антрополога професора Галлорсена, де спромігся побити кількох і вбити одного наглядача мулів. Професор публічно звинуватив його у зриві експедиції. Тим часом як ще один вчений Черрел — Адріан (він керує антропологічним музеєм) закоханий у Діану Ферз — «солом'яну вдову», чоловік якої перебуває у психіатричній лікарні.
Одна з сестер Г'юберта, Дінні Черрел, пропонує йому опублікувати щоденник, щоб протиставити публічному звинуваченню Галлорсена чисті факти. Вона також знайомить брата з Джин Тасборо, щоб відволікти його від неприємних хвилювань. Її план спрацьовує: Джин і Г'юберт з першого погляду закохуються одне в одного. Брат Джин Алан, бравий моряк у відпустці, також освідчується Дінні, та він не єдиний претендент на її серце. Дінні полюбив також і молодий американський професор. Дінні відчуває симпатію до Тасборо і повагу до Галлорсена (пори його ворожість щодо Г'юберта), однак не кохає жодного з чоловіків. Натомість Адріан має всі підстави вважати свою любов взаємною, втім, його стосункам з Діаною перешкоджає несподіване повернення її чоловіка з клініки. Ферз заявляє, що цілком здоровий, але за кілька тижнів самопочуття чоловіка різко погіршується і він покидає рідну оселю в нервовому стані.
Галлорсен заради своїх почуттів до Дінні публічно спростовує попередні звинувачення проти Г'юберта, однак цей жест несподівано призводить до протилежних наслідків. Тепер Г'юбертом зацікавилися судові органи, його загрожує екстрадиція до Болівії і місцева в'язниця. В останню мить вдається переконати міністра внутрішніх справ, і Г'юберта виправдовують. Хворий Ферз, на пошуки якого вирушили Адріан і Гілларі Черрел, гине майже у них на очах. Суд визначає цю смерть як нещасний випадок. Тепер шлюбу Адріана і Діани вже ніщо не загрожує; Г'юберт одружується із Джин Тасборо і вирушає у відрядження. Лише Дінні відмовляє обом претендентам на її руку і залишається сама.

### Квітуча пустеля
Біля пам'ятника полководцю Фошу випадково зустрілись три людини: все ще самотня Дінні Черрел, Джек Маскем — далекий родич Черрелів, консервативний коняр, і Вілфрід Дезерт — поет, що колись був другом Майкла Монта і ледь не став коханцем Флер Монт. Тепер Вілфрід остаточно охолов до Флер, але спалахнув коханням до Дінні, причому ці почуття взаємні.
Дінні й Вілфрід Дезерт починають потай зустрічатися. Поет готує до друку свою чергову збірку віршів. Однак в рукописі є поема, в якій описаний перехід з християнської віри до ісламу. Виявляється, що цей твір автобіографічний і Дезерт, мандруючи Сходом, дійсно відрікся від віри пращурів (на ту мить він був фактично атеїстом). Оголошення про заручини у вузькому родинному колі збігається з початком публікації поеми. Тепер ім'я Дінні можуть забруднити звинувачення, яке англійське суспільство висуне проти Вілфріда. Дінні заради кохання готова витерпіти все, але під час випадкової зустрічі на вулиці Джек Маскем ганить Дезерта, на що той відповідає образою. Старомодний Джек Маскем, який вважає своїм обов'язком «захистити» невинну дівчину, викликає поета на своєрідну дуель. Бійку між дворянами припиняє лише випадкова поява Дінні, однак Дезерт, який не бажає ховатися за жінкою, раптово вирішує покинути кохану. Цього разу він «дезертує» до далекого Сіаму.
Згорьована Дінні залишається сама, їй завдано незагойної рани. Її сестра, Клер Черрел, одружується з Джеральдом Корвеном і вирушає на Цейлон.

### Через річку
Через півтора роки після весілля Клер Корвен повертається до Англії наодинці. На пароплаві вона познайомилася з Тоні Крумом. Хлопець палко закохався в неї з першого погляду, але Клер ця симпатія лише приємна, фізіологічний бік кохання її не вабить. У приватній розмові з сестрою Дінні виявляється причина такого стану: Джеральд Корвен виявився садистом, Клер втекла від нього і не нізащо бажає відновлювати стосунки з чоловіком.
Клер і Тоні шукають роботу та доля зводить їх знову. Тоні щасливий бачитися з Клер, вона погоджується на платонічну любов. Тим часом Клер влаштовується секретаркою до Юстейса Дорнфорда, який закохався в її сестру Дінні, але не наважується відкрити свої почуття. Тоні Крум починає працювати на кінному заводі Джека Маскема. Цю ідилію перериває раптова поява Джеральда Корвена. Не маючи змоги повернути дружину, він із загрозами полишає її. З цієї миті за Клер і Тоні ведеться таємний нагляд, та наївна пара про це не здогадується.
Випадкова аварія на нічній дорозі змушує Клер і Тоні перебути ніч в автомобілі. Це вирішальний «доказ» подружньої зради, після якого Корвен розпочинає шлюборозлучний процес. Після важких вагань Клер на вимогу родини вирішує захищатися, щоб відстояти честь Черрелів. Відповідачі програють суд і Корвен отримує розлучення. Після цього Клер і Тоні стають справжніми коханцями. Дінні ж дістає звістку про загибель Вілфріда (він потонув, переправляючись через річку). Це змушує її переглянути своє прохолодне ставлення до Дорнфорда. Зрештою Дінні одружується з ним.

## Аналіз твору
«Останній розділ» ідейно пов'язаний з попередніми трилогіями про Форсайтів тим, що в ньому Джон Голсуорсі засуджує стиль життя великої буржуазії. Як і в раніших романах цього циклу, письменник послідовно доводить думку, що в сучасній економічній кризі післявоєнної Англії винні ті, хто вважає себе «сіллю землі», провадить колоніальні війни, розкошує в бездіяльності. Однак в «Останньому розділі» замість критики консервативних звичок Форсайтів з'являється новий художній елемент: автор знайомить читачів з родиною Черрелів — збіднілих аристократів з дуже старовинного роду, які віддані демократичним принципам, далекі від ханжества і втілюють духовні принципи свого життя у малих повсякденних справах (як-от спроби розвивати місцеву громаду, благодійність, допомога асоціальним особам).
Паралельно з цією суспільною діяльністю в трилогії висвітлені і проблеми взаємовідносин між статями. У 1930-х на зміну вікторіанській моралі приходить свобода особистого життя. Голсуорсі, з одного боку, відстоює право жінки на самовизначення і засуджує рабовласницькі нахили чоловіків (на прикладі конфлікту в подружжі Корвенів), з другого боку, критикує і надмірну розкутість, тяжіння до гедонізму, захоплення сумнівними плодами моди.
Показово, що єдина персонажка, яка фігурує серед головних героїв усіх трьох романів — Дінні Черрел. Письменник явно симпатизує їй. Образ Дінні ототожнює собою тогочасну Англію. В першому романі Дінні перебуває в стані невизначеності, в цей же час Англія — в передчутті парламентської кризи; в другому романі її стосунки з коханим розвиваються бурхливо і непередбачувано і в цей же час в країні погіршуються макроекономічні показники; в завершальній частині трилогії Дінні влаштовує своє життя з новообраним членом парламенту і письменник вбачає в результатах виборів шанс для своєї батьківщини на стабілізацію життя. Ще однією символічною постаттю є Вілфрід Дезерт, чиє прізвище перекликається з назвою другого роману (з англ. desert — «пустеля») та вказує на втечу від життя (від дієслова англ. to desert — «дезертирувати»).
Слід зазначити, що в «Останньому розділі» взагалі дуже реалістично змальоване життя Англії на початку XX століття. Письменник подає чимало другорядних деталей: описує перебудови вулиць у Лондоні, згадує тогочасних авторитетів у науці (Ейнштейна, Фрейда, Едісона, Марконі), посилається на літературні новинки (зокрема в романі «Через річку» опосередковано згадані п'єса Ноела Каверда «Кавалькада» і роман Олдоса Гакслі «Який чудесний світ новий!»).
«Останній розділ» письменник створював уже будучи тяжко хворим, тому його особисті почуття також знайшли втілення на сторінках трилогії. Тут і вибір назви (останньою ця книга є не тільки в циклі про Форсайтів, але в бібліографії автора), і невпевненість в існуванні потойбічного життя. В усіх трьох частинах збірки Голсуорсі висміює релігійну доктрину, вважаючи церковні догми застарілими і вузькими, тобто такими, що не відповідають вимогам справжньої, «живої» духовності. Словами своєї улюбленої героїні він висловлює побажання, щоби після смерті «мій прах розвіяли по вітру». Слід зазначити, що кончина Джона Голсуорсі в січні 1933 року змусила товариство англійських письменників прохати про поховання його останків у Куточку поетів Вестмінстерського абатства. Втім, враховуючи тверду антиклерикальну позицію письменника, у цій пошані йому було відмовлено, останки Голсуорсі кремували, а його прах був розвіяний над пагорбом вдалині від доріг.